# Artjoms Rudņevs
Artjoms Rudņevs   (Daugavpils, 13 de gener de 1988) és un exfutbolista letó de la dècada de 2010.
Fou 38 cops internacional amb la selecció de Letònia.
Pel que fa a clubs, defensà els colors de Lech Poznań, Hamburger SV i 1. FC Köln.

## Referències

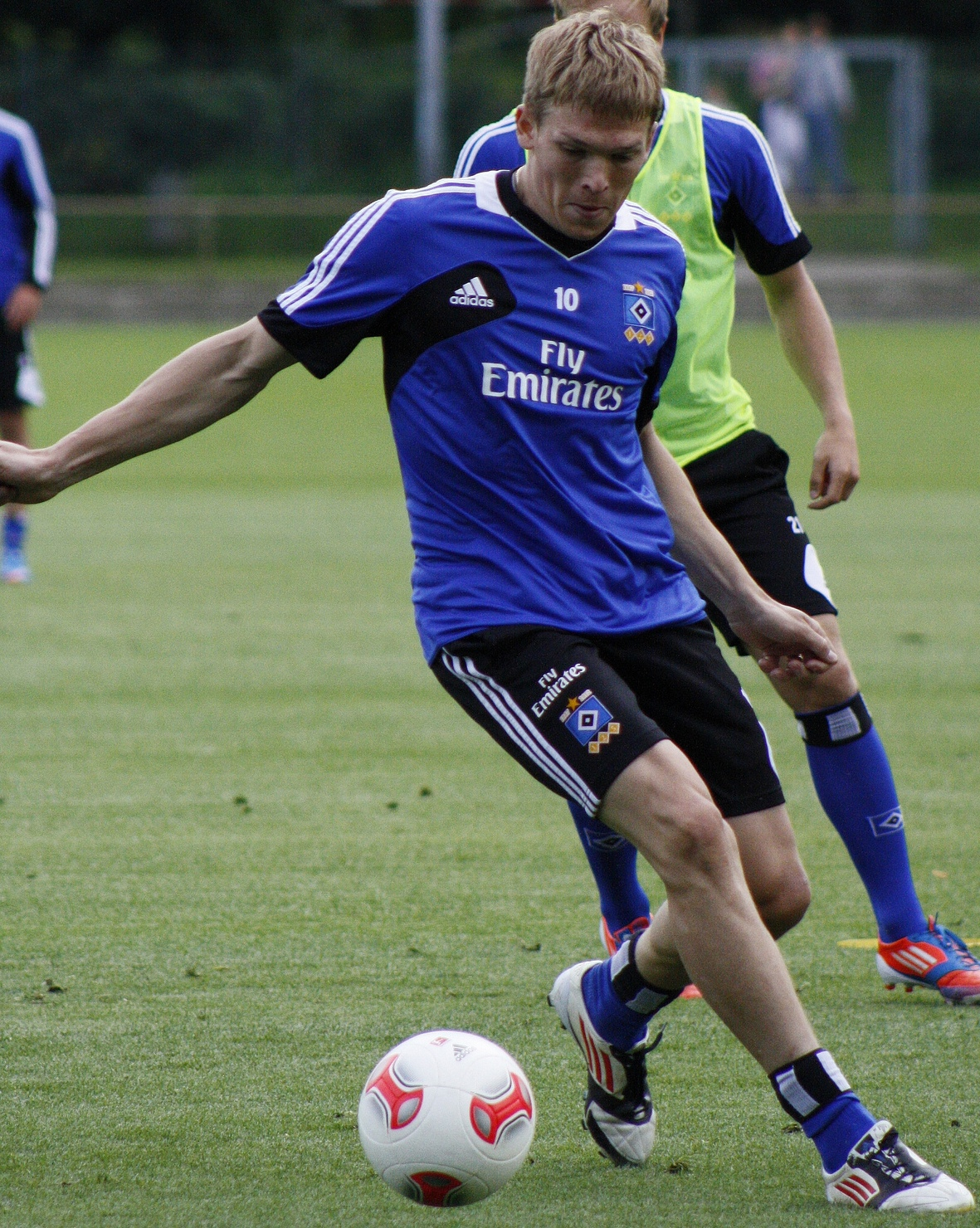
Artjoms Rudnevs 2012.jpg a Hamburg el 2012.